# Escuela Militar de Defensa NBQ
Escuela Militar de Defensa NBQ es el denominación por la que comúnmente se conoce a la Escuela Militar de Defensa Nuclear, Biológica y Química, una academia militar dedicada al estudio, formulación y enseñanza de métodos de defensa NBQ perteneciente al Ejército de Tierra español.

## Historia
El precedente directo de la Escuela se establece en el año 1982 por Orden Ministerial de crear un Centro de Enseñanza ABQ (Atómico, Biológico y Químico). En 1986 se le designó con el nombre actual sustituyendo la A (de Atómica) por la N (de Nuclear).
Los estudios impartidos en la Escuela Militar de Defensa NBQ pueden cursarlos suboficiales y oficiales de los componentes las Fuerzas Armadas de España, o personal de las Fuerzas y Cuerpos de Seguridad y de la administración civil.
La Escuela surgió como una medida preventiva contra un posible futuro en el que España tuviera que hacer frente a una guerra bacteriológica o algún conflicto de índole parecida. Actualmente, aun considerando la disminución de fondos que impide renovar el equipamiento tanto como sería lo óptimo, España está considerada como un país relativamente muy seguro ante este tipo de ataques.

## Función
La función principal de esta institución es la de instruir a miembros de las FFAA de España en el conocimiento de prevención y combate contra amenazas de tipo nuclear, biológicas o químicas.
También se han ocupado de instruir a otros cuerpos de seguridad del estado, como por ejemplo la policía autonómica de la CAV, la Ertzaintza.